# Базей
Базей (фр. Bazeilles) — коммуна во Франции, в регионе Шампань — Арденны, департамент Арденны. Население — 1879 человек (1999).
Коммуна расположена на расстоянии около 220 км на северо-восток от Парижа, 95 км на северо-восток от Шалон-ан-Шампань, 22 км на юго-восток от Шарлевиль-Мезьера.
Город Базей стал известен благодаря битве Франко-прусской войны, состоявшейся в ночь с 31 августа на 1 сентября 1870 года. Французские войска из колоний и партизаны обороняли город вплоть до приказа Наполеона III об отступлении. Эта битва стала первым примером городских боёв.